# Stalking
Stalking [ˈstɔːkɪŋ] ist das willentliche und wiederholte (beharrliche) Verfolgen oder Belästigen einer Person, deren physische oder psychische Unversehrtheit dadurch unmittelbar, mittelbar oder langfristig bedroht und geschädigt werden kann. Stalking ist in vielen Staaten Thema kriminologischer und psychologischer Untersuchungen. Der Begriff ist in den 1990er-Jahren im US-amerikanischen und britischen Raum aufgekommen und hat sich im deutschsprachigen Raum vor allem in der Umgangssprache verbreitet. Stalking wird im deutschen Strafgesetzbuch (seit 2007) und im schweizerischen Strafgesetzbuch (seit 2025) als Straftatbestand der Nachstellung bezeichnet; das österreichische Strafgesetzbuch (seit 2006) spricht von beharrlicher Verfolgung.

## Definition
Es gibt keine einheitliche Definition von Stalking.
Eine erste wissenschaftliche Definition erfolgte durch Zona et al. (1993), die Stalking als „obsessives und unnormal langes Muster von Bedrohung durch Belästigung gegen ein bestimmtes Individuum gerichtet“ bezeichnen. Meloy und Gothard führten 1995 den Begriff „obsessives Verfolgen“ ein, um den psychiatrischen Aspekt hervorzuheben. Damit wurde zudem an die ursprüngliche Bedeutung in der Jagdsprache, die Pirschjagd, angeknüpft.
Pathe und Mullen (1997) sehen im Stalking eine „Verhaltenskonstellation, in der eine Person der anderen wiederholt unerwünschte Kommunikation oder Annäherung erzwingt“. Westrup (1998) nannte als Merkmale von Stalking: „Das Verhalten tritt mehrmals auf und zielt auf eine bestimmbare andere Person, es wird als unerwünscht und grenzverletzend wahrgenommen und kann Angst und Beklemmung auslösen.“
Die offizielle präventivpolizeiliche Definition in Deutschland lautet:

„Das beabsichtigte und wiederholte Verfolgen und Belästigen eines Menschen derart, dass dessen Sicherheit bedroht und er in seiner Lebensgestaltung schwerwiegend beeinträchtigt wird.“

Cyberstalking oder Cyber-Mobbing bezeichnet die Belästigung und das beharrliche Nachstellen einer Person unter Anwendung und Zuhilfenahme von modernen technischen Hilfsmitteln wie Handy oder Internet.

## Herkunft des Wortes
Das englische Wort to stalk bedeutet in der Jägersprache „jagen, heranpirschen, hetzen, steif gehen, stolzieren“ (aus dem Gälischen stalc oder dem Substantiv stalcaire für „Jäger“, „Falkner“). Daraus abgeleitet: verfolgen; „Stalking“ bedeutet in der deutschen Sprache übertragen „Nachstellen, Verfolgen, Psychoterror“.

## Mögliche Stalking-Handlungen
Gemäß einer Handreichung zur Beratung des deutschen Bundesministeriums für Familie, Senioren, Frauen und Jugend (2005) erstrecken sich mögliche Handlungsformen von Stalkern auf:
| Standard | Außenwirkung                                                                                             | Straftaten                      |
| --- | --- | ------------------------------- |
| Ausfragen des Bekanntenkreises                                                                              | Verleumdungen (z. B. gegenüber dem Arbeitgeber)                                                          | Beleidigungen und Üble Nachrede |
| Telefonanrufe, SMS, Nachrichten auf dem Anrufbeantworter Senden von E-Mails zu allen Tages- und Nachtzeiten | Bestellungen von Warensendungen im Namen des Opfers                                                      | Nötigungen und Bedrohungen      |
| „Liebesbezeugungen“ wie Liebesbriefe, Blumen, Geschenke                                                     | Anwesenheit sowie das Verfolgen und Auflauern (z. B. vor der Wohnung, dem Arbeitsplatz, dem Einkaufsort) |                                 |

Das Spektrum der so genannten Stalking-Verhaltensweisen kann in dramatischen Fällen über körperliche Gewalt bis hin zu Tötung reichen. Die einzelne Handlung ist dabei nicht notwendigerweise kriminell, die Anzahl und die Dauer solcher Handlungen allerdings können zusammen als Stalking betrachtet werden. Der Versuch beispielsweise, die Telefonnummer einer Person zu ermitteln, muss als einzelne Tat nicht notwendigerweise als Störung auffallen, in Kombination mit anderen Handlungen kann solch ein Verhalten aber als Stalking bezeichnet werden. Umgekehrt ist eine Person, die vereinzelt versucht, eine Person zu erreichen, nicht notwendigerweise ein Stalker. Fälschlicherweise werden auch generelle Störenfriede, Nervensägen oder unangenehme Personen als Stalker bezeichnet, obwohl deren Handlungen nicht unbedingt eine Verfolgung darstellen. Bei einem Verbrechen wie Mord oder Überfall ist nicht jeder vorherige Versuch der Kontaktaufnahme ein Anzeichen von Stalking.
Körperliches Attackieren oder die Ausübung von körperlicher Gewalt kommen in jedem fünften Fall vor. Häufig sind es jedoch die eher „leichten“ Stalking-Handlungen, wie etwa das Telefonieren oder das Sich-Aufhalten in der Nähe des Opfers, die den überwiegenden Anteil aller Handlungen ausmachen. Je nach Charakter, Belastbarkeit und Empfindlichkeit des Opfers können aber bereits diese „leichteren“ Formen des Stalkings beim Opfer psychische und physische Reaktionen hervorrufen, die sich mit Dauer des Stalkings steigern und zu Krankheiten, Berufsunfähigkeit und zu voller Erwerbsunfähigkeit führen können.
Für obsessive Fans von Stars hat sich in Südkorea und der K-Pop-Szene der Begriff Sasaeng (사생) oder Sasaeng Fan etabliert. Der Begriff bedeutet so viel wie „Privatleben“. Diese Fans dringen in das Privatleben der Idole ein und verletzen deren Privatsphäre, vergleichbar mit Stalkern: Das Aufsuchen der Wohnungen der Stars, das Installieren von Überwachungskameras, die Belästigung ihrer Familienmitglieder, das Aufsuchen privater Familienfeierlichkeiten, das Senden unangebrachter Geschenke.

## Täter-Opfer-Beziehung
Wie ein Jäger sammelt ein Stalker Informationen über sein Opfer, um es stellen zu können. Dabei sind aber nicht nur die einzelnen, nachstellenden Handlungen des Täters von Bedeutung, sondern im Besonderen das psychologische Verhältnis zwischen Täter und Opfer. Das unterscheidet das Stalking von anderen, die Selbstbestimmung eines Menschen einschränkenden Handlungen, etwa der Nötigung.
Auch wenn jeder Mensch Opfer von Stalking werden kann und sich Opfer und Täter nicht notwendigerweise kennen müssen, sind nach bisherigen Erkenntnissen am häufigsten Personen betroffen, die eine Beziehung oder Ehe mit dem Täter beendet oder einen Beziehungswunsch des Täters zurückgewiesen haben.
Auslöser für die Stalking-Beziehung ist hierbei oft eine narzisstische Kränkung.
Auch Arbeitskollegen und Nachbarn befinden sich häufig unter den Opfern.
Des Weiteren können Angehörige von Berufsgruppen mit Kundenverkehr, Patienten oder Klienten Opfer eines Stalkers werden, wenn dieser sich selbst als Opfer einer Beratung, einer Behandlung, eines Rechtsstreites oder ähnlichem sieht. In einigen Fällen werden aber auch Patienten oder Klienten Stalking-Opfer eines Angehörigen der betreuenden Berufsgruppe; beispielsweise aus Liebes-Wahn. Das zugrunde liegende Abhängigkeits- und Vertrauens-Verhältnis wirkt sich hierbei besonders fatal aus. Des Weiteren können auch Konkurrenten in einer speziellen Sparte oder Rivalen, die eine Niederlage nicht verkraften, zu Stalkern werden. Auch wenn das Phänomen des Stalkings bei Prominenten zuerst aufgefallen ist, so scheinen diese nicht die Mehrheit der Opfer auszumachen.
In einigen Fällen ist dem Opfer der Täter aber nicht bekannt und gehört nicht zum näheren persönlichen, beruflichen oder wohnlichen Umfeld. In manchen Fällen spielt das Phänomen der Übertragung eine Rolle, wenn ein Täter für erlittene seelische oder körperliche Verletzungen ein Opfer stellvertretend büßen lässt, weil es bestimmte Merkmale aufweist, die für ihn im Bezug zum eigenen Schicksal stehen. Ein Teil der Täter weist erhebliche psychische Erkrankungen auf, wobei das Stalken selbst kein anerkanntes Krankheitsbild ist, aber als Sucht (gemäß der Definition der Weltgesundheitsorganisation) eine „seelische Behinderung“ sein kann.
Über 90 % der Opfer von Stalking, die bei der Polizei oder anderen Stellen Hilfe suchen, sind weiblich und rund 85 % der Täter sind Männer. 91 % der weiblichen Opfer werden von Männern gestalkt und 56 % der männlichen von Frauen. In den übrigen Fällen handelt es sich um ein gleichgeschlechtliches Stalking. Nach einer Studie im Auftrag des Justizministeriums der Vereinigten Staaten wurden 8 % der Frauen und 2 % der Männer im Laufe ihres Lebens schon einmal von einem Stalker verfolgt.
Bei der Interpretation dieser Zahlen sind jedoch die Schwierigkeiten der empirischen Erfassung des Tatgeschehens zu berücksichtigen: Es fehlt an einer einheitlichen Definition des Stalking-Begriffes. Waren die Beteiligten durch eine Beziehung miteinander verbunden, fällt es den Opfern erfahrungsgemäß schwer, sich offen darüber zu äußern.

## Psychologische Einteilung der Täter
Die australischen Wissenschaftler Mullen, Pathe und Purcell teilen die Stalker in sechs Gruppen ein, ausgehend von deren Motivation und Beziehungsverhältnis:
|   | Gruppe                                 | Motivation | Beziehungsverhältnis                                                                                |
| - | -------------------------------------- | --- | --------------------------------------------------------------------------------------------------- |
| 1 | Zurückgewiesene Stalker                | Gefühl der Demütigung, Zurückweisung unter anderem | meist Ex-Partner / Freunde                                                                          |
| 2 | Beziehungssuchende Stalker             | Fehlwahrnehmungen der Beziehungsbereitschaft des Opfers, häufig Liebeswahn | Persönliches und weiteres Umfeld des Opfers                                                         |
| 3 | Intellektuell retardierte Stalker      | Ungenügende Sozialkompetenz, überschreiten Grenzen | Persönliches und weiteres Umfeld (Nachbarschaft)                                                    |
| 4 | Rachsüchtige Stalker                   | sehen sich selbst als Opfer oder bilden sich ein, Opfer der Personen zu sein, denen sie nachstellen; Hilfe, die sie bekommen, nutzen sie zur fortgesetzten Rache und Befriedigung aus. | temporäres Umfeld (beispielsweise Arzt oder Rechtsanwalt als Opfer, jedermann im Umfeld des Opfers) |
| 5 | Erotomane, morbide, krankhafte Stalker | Kontrolle/Dominanz – meist psychopathische Persönlichkeit | Persönliches und weiteres Umfeld (Nachbarschaft)                                                    |
| 6 | Sadistische Stalker                    | Gefühl der Befriedigung | Persönliches und weiteres Umfeld                                                                    |

## Gesundheitliche und soziale Folgen
Ein Großteil der Opfer leidet unter vegetativen Erscheinungen, wie etwa Unruhe (Schreckhaftigkeit), Kopfschmerzen, Angstsymptomen, Schlafstörungen und Magenbeschwerden und der daraus resultierenden geistigen und körperlichen Erschöpfung. Viele sind schnell gereizt und reagieren dann situationsbedingt unbegründet aggressiv. Ein nicht geringer Teil der Opfer leidet unter depressiven Verstimmungen, einige darunter unter Depressionen.
Vor allem bei Opfern, denen aufgelauert wird oder die körperlich verfolgt werden, zeigen sich rasch tendenziell reaktive Verhaltensmuster, wie etwa Vermeidungsverhalten, Abkapselung (Vereinsamung) oder Kontrollverhalten. So, wie der Täter auf sein Opfer fixiert ist, ist durch die als lästig und als unberechenbare Bedrohung empfundene Situation auch das Opfer auf den Stalker fixiert.
Am 23. April 2008 hat in Berlin die erste Beratungsstelle für Stalker ihren Betrieb aufgenommen.

## Fallzahlen

### Deutschland
Die Polizeiliche Kriminalstatistik zeigt eine Opfergefährdungszahl in den Jahren 2008 bis 2019 im Bereich von 24–38 je 100.000 Einwohner/Jahr für § 238 StGB.
Im gleichen Zeitraum gab es 19.000–32.000 Opfer/Jahr, davon 9.000–12.000 Täter-Opfer-Beziehungen aus dem Bereich Verwandtschaft, Familie, Ehe, Partnerschaft, Angehörige, bei 4.000–8.000 Opfern/Jahr gab es keine geklärte Vorbeziehung zwischen Täter und Opfer.
2019 gab es 576 Abgeurteilte, davon 80 Frauen, in 88 Fällen wurde zu einer Freiheitsstrafe verurteilt, davon 20 ohne Bewährung, 12 Freiheitsstrafen überschritten ein Jahr, davon 6 ohne Bewährung. 2011 gab es 350, 2013 236 Verurteilungen.

### Österreich
Im Jahre 2008 wurde von der Universität Wien eine Studie (Stieger, Burger, Schild, 2008) durchgeführt, in der 11 % der Teilnehmer im Laufe ihres bisherigen Lebens als Stalkingopfer identifiziert werden konnten.
Weitere Ergebnisse der Studie: Die Stalkingopfer bestanden hauptsächlich aus Frauen (86 %), die Stalker jedoch aus Männern (81 %).
Frauen wurden in den meisten Fällen von Männern gestalkt (88 %). Männer hingegen wurden fast zu gleichen Teilen von Männern und Frauen gestalkt (60 % männliche Stalker). 19 % der Stalkingopfer gaben an, dass sie zum Zeitpunkt der Studie noch immer gestalkt wurden, was einer Punktprävalenzrate von 2 % entspricht. 70 % der Stalkingopfer kannten den Täter, der in 40 % der Fällen ein früherer Intimpartner war, in 23 % ein Freund oder Bekannter und in 13 % ein Kollege. Als Konsequenz auf das Stalking gaben 72 % der Opfer an, dass sie ihren Lebensstil geändert haben. 52 % aller Stalkingopfer hatten bezüglich ihres psychologischen Wohlbefindens Werte im pathologischen Bereich. Bei einem Vergleich der Anzahl der Stalkingfälle im ländlichen und im städtischen Bereich gab es keine signifikanten Unterschiede.

### USA
Nach Angaben des Justizministeriums der Vereinigten Staaten werden jährlich 1.006.970 Frauen und 370.990 Männer gestalkt. 77 % der weiblichen und 64 % der männlichen Opfer kennen ihren Stalker. 87 % der Stalker sind Männer und 78 % der Opfer sind Frauen.

## Rechtliche Aspekte

### Deutschland

#### Strafrechtliche Sanktionen

##### Entwicklung bis 2007
Der Handlungsspielraum von Gerichten, Staatsanwälten und der Polizei bei Nachstellung/Stalking war aus Opfer-Sicht oft so beschränkt, dass diese sich nicht ernst genommen fühlten.
Zum 1. Januar 2002 wurde die Möglichkeit eines Kontaktverbots durch das Gewaltschutzgesetz eingeführt.
Die Notwendigkeit eines weiteren Gesetzes wurde kontrovers diskutiert. Argumente dagegen waren, dass die bestehenden Gesetze den Betroffenen ausreichende Möglichkeiten zur Strafverfolgung bieten und die bestehenden straf-, zivil- und polizeirechtlichen Möglichkeiten nur konsequenter anzuwenden seien. Die Verfassungskonformität der Vielzahl unbestimmter Rechtsbegriffe eines neuen Gesetzes wurde ebenfalls diskutiert.
Im August 2005 verabschiedete das Bundeskabinett einen Gesetzesentwurf, der einen neuen Straftatbestand vorsah. Dieser Entwurf wurde nie Gesetz, da er durch die vorzeitige Auflösung des Bundestages der Diskontinuität anheimfiel.
2006 wurde ein neuer Entwurf in den Bundestag eingebracht, Ende 2006 im Bundestag und im Februar 2007 im Bundesrat verabschiedet:

##### Gesetzliche Situation 2007 bis 2017
Der Straftatbestand der Nachstellung wurde in das Strafgesetzbuch mit Gesetz vom 22. März 2007 eingeführt (§ 238 StGB, Fassung in Kraft vom 31. März 2007 bis 1. März 2017). Der englische Begriff „Stalking“ wurde im Gesetz nicht erwähnt. Viele bei der Nachstellung typische Verhaltensweisen wurden zwar bereits durch andere Straftatbestände sanktioniert (Bedrohung, Hausfriedensbruch, Sachbeschädigung, Körperverletzung, Beleidigung), der neu geschaffene Straftatbestand der Nachstellung sollte aber einen noch effektiveren Opferschutz gewährleisten, indem bestehende Regelungslücken geschlossen wurden. Nachstellungen unterhalb der Eingriffsschwelle eines der genannten Straftatbestände konnten zuvor nur durch die Einschaltung der Zivilgerichte begegnet werden. Die Ziffern 1 bis 4 des 1. Absatzes sollten nach Auffassung des Gesetzgebers die nach damaligem Erkenntnisstand häufigsten Nachstellungs-Handlungen erfassen. Mit der „anderen vergleichbaren Handlung“ nach Ziffer 5 wurde zusätzlich ein Auffang-Tatbestand integriert, um Strafbarkeitslücken zu vermeiden und künftigen technischen Entwicklungen Rechnung tragen zu können. Von dem Begriff der „schwerwiegenden Beeinträchtigung der Lebensgestaltung“ werden ins Gewicht fallende, gravierende und ernst zu nehmende Folgen erfasst, die über durchschnittliche, regelmäßig hinzunehmende und zumutbare Modifikationen der Lebensgestaltung erheblich und objektivierbar hinausgehen. Höhere Strafrahmen gelten, wenn der Täter das Opfer, einen Angehörigen des Opfers oder eine andere dem Opfer nahestehende Person in die Gefahr des Todes oder einer schweren Gesundheitsschädigung gebracht hat oder die Tat den Tod einer der genannten Personen verursacht hat. (Absätze 2 und 3) In letzteren Fällen gelten auf Grund des gleichzeitig geänderten § 112a Abs 1 Nr 1 StPO entsprechende Straftaten als Haftgrund wegen Wiederholungsgefahr. Die einfache Nachstellung wird nur auf Antrag verfolgt (Absatz 5), wenn nicht die Staatsanwaltschaft im konkreten Fall ein besonderes öffentliches Interesse annimmt. Aber auch bei Vorliegen eines Antrages verfolgte die Staatsanwaltschaft die Tat nur, wenn sie ein öffentliches Interesse bejahte (§ 376 StPO, mit Möglichkeit der Nebenklage, § 395 Abs 1 Nr 1 lit e StPO), ansonsten wurden die Opfer auf den Weg der Privatklage verwiesen (§ 374 Abs. 1 Nr. 5 StPO alter Fassung). Eine einfache Nachstellung ist mit Freiheitsstrafe bis zu drei Jahren oder mit Geldstrafe bewehrt.

##### Gesetzliche Situation März 2017 bis September 2021
Mit dem Gesetz zur Verbesserung des Schutzes gegen Nachstellungen vom 1. März 2017 wurden der 1. Absatz des § 238 StGB (bei unveränderten Absätzen 2–5), § 374 Abs. 1 Nr. 5 StPO und Paragraphen im Zusammenhang des Gewaltschutzgesetzes geändert. Das Grunddelikt nach § 238 Abs. 1 StGB ist seit 10. März 2017 nicht mehr als Erfolgsdelikt, sondern als Eignungsdelikt gestaltet. Zur Bestrafung eines Täters oder einer Täterin muss eine bestimmte schwerwiegende Beeinträchtigung der Lebensgestaltung des Opfers also (noch) nicht bewirkt sein, sondern nun reichte im Vorfeld bereits das Tun, das dazu geeignet war. Die Streichung der Nachstellung aus § 374 StPO nimmt dem Menschen, der durch eine solche verletzt wurde oder zu dessen Verletzung sie sich eignete, zunächst die Möglichkeit zur Privatklage, also ohne die Staatsanwaltschaft als Anklagebehörde eine strafrechtliche Folge zu bewirken. Somit sollen Opfer durch die Staatsanwaltschaft bei Verneinung des öffentlichen Interesses (§ 376 StPO) nicht mehr auf diesen Weg der Privatklage verwiesen werden können und nicht noch zusätzlich Kontakt zu den Tätern haben müssen.

##### Gesetzliche Situation seit Oktober 2021
Seit 1. Oktober 2021 hat der Gesetzgeber das Anwendungsfeld des Straftatbestandes der Nachstellung nach § 238 StGB erneut deutlich erweitert und die definierten Voraussetzungen aufgeweicht, ohne von der Rechtslehre bisher beklagte begriffliche Unsicherheiten damit ganz behoben zu haben:
- wo bislang „beharrlich“ nachgestellt sein musste, genügt nun „wiederholtes“ Tun und
- wo eine „schwerwiegende“ Beeinträchtigung der Lebensgestaltung der angegriffenen Person erforderlich war, genügt nun deren „nicht unerhebliche“ Einschränkung (oder die Eignung dazu), wobei
- der Katalog von Verhaltensvarianten, die und „vergleichbare“ als Nachstellung bzw. regelmäßig als besonders schwere, mit mindestens drei Monaten Freiheitsstrafe zu bestrafende Fälle zu verurteilen sind, ergänzt und
- die Verfahrensvoraussetzung des ausdrücklichen Verlangens der zumindest gefährdeten Person nach einem Strafprozess[34] gestrichen wurden. Damit wurde aus dem Antrags- ein Offizialdelikt und die Strafverfolgungsbehörden müssen grundsätzlich unabhängig vom Wollen Betroffener Verfahren betreiben.

##### Opferentschädigungsgesetz
Nachstellung begründet nicht automatisch einen Anspruch auf Entschädigung nach dem Opferentschädigungsgesetz (OEG). Gewaltlose, insbesondere psychische Einwirkungen auf das Opfer sind regelmäßig nicht als „tätliche Angriffe“ zu werten, die das OEG für einen Entschädigungsanspruch voraussetzt. Das Bundessozialgericht hat im April 2011 entschieden, dass eine Opferentschädigung grundsätzlich nur dann in Betracht kommt, wenn es im Rahmen der Nachstellungen zu einer Einwirkung direkt auf den Körper des Opfers gerichteten Gewalttat gekommen ist.

#### Präventive Maßnahmen
Nachstellungsopfer haben zunächst die Möglichkeit, die Polizei hinzuzuziehen. Diese kann den Störer der Wohnung verweisen sowie gegen ihn einen Platzverweis erteilen; ferner kann ein Kontaktverbot ausgesprochen werden (Polizei- und ordnungsrechtliche Generalklausel). Innerhalb von i. a. zehn Tagen sollte der Geschädigte beim örtlich zuständigen Amtsgericht Schutzanordnungen gegen den Stalker erwirken, die auf Grundlage des Gewaltschutzgesetzes (GewSchG) erlassen werden können und beispielsweise aus der Anordnung bestehen können, sich der Wohnung des Opfers nicht zu nähern. Ein Beispiel aus der obergerichtlichen Spruchpraxis dazu ist die Entscheidung des OLG Brandenburg vom 2. Oktober 2007. Nach dieser reicht es für eine Anordnung nach dem GewSchG bereits aus, wenn das Opfer über einen Zeitraum von etwa zehn Minuten am Verlassen der Wohnung gehindert wird.
Soweit auf Grundlage des Gewaltschutzgesetzes eine Unterlassungsverfügung gegen einen Stalker erlassen wird und dieser gegen die in der Verfügung festgelegten Verbote verstößt, stellt dieser Verstoß ein strafbares Verhalten nach § 4 Gewaltschutzgesetz dar. Streng genommen handelt es sich dabei dann nicht um die Strafbarkeit von Nachstellung an sich, sondern vielmehr um die Strafbarkeit wegen Missachtung einer gerichtlichen Anordnung. Schon in den 1970er Jahren gingen die Gerichte gegen Telefonterror vor.
Täter können in Deutschland unter Voraussetzung des § 112a StPO (Haftgrund Wiederholungsgefahr) in Untersuchungshaft genommen werden (sog. Deeskalationshaft). Dies gilt allerdings nur unter zwei Voraussetzungen: Erstens muss der dringende Verdacht bestehen, dass ein besonders schwerer Fall der Nachstellung vorliegt (bis 30. September 2021 war Voraussetzung, dass der Täter sein Opfer beziehungsweise einen Angehörigen des Opfers oder eine andere dem Opfer nahestehende Person in Lebensgefahr oder in die Gefahr einer schweren Gesundheitsschädigung gebracht hat) oder (fahrlässig) dessen Tod verursacht hat. Zweitens müssen bestimmte Tatsachen die Gefahr begründen, dass der Täter vor einer rechtskräftigen Aburteilung weitere erhebliche Straftaten gleicher Art begehen oder die Straftat fortsetzen wird (§ 112a Abs. 1 Nr. 1 StPO, § 238 Abs. 2, 3 StGB).
Nach derzeitigem Erkenntnisstand der Polizeiarbeit scheint sich die sogenannte Gefährderansprache gegenüber dem mutmaßlichen Täter zu bewähren. Nach Auswertung mehrerer Studien, unter anderen der Darmstädter Studie, hinterlässt eine staatliche Reaktion innerhalb der ersten 48 Stunden eine nachhaltige und zu 80 % beendende Wirkung beim Täter, da er mit seinem Handeln aus der Anonymität herausgeholt wird und ihm die rechtlichen und tatsächlichen Grenzen seines Handelns aufgezeigt und angedroht werden. Diese sind dem Täter, der sich in vielen Fällen selbst in der Opferrolle sieht, oft nicht oder nicht in diesem Ausmaß bekannt.
Es ist jedoch auch möglich, dass die Gefährderansprache die aktuelle Gefährdung für das Opfer noch steigert, da jetzt dem Stalker offenbar wird, dass das Opfer staatliche Stellen eingeschaltet hat. Es ist deshalb wichtig, den Stalker nach der Ansprache weiterhin zu beobachten oder durch Einbindung anderer Beratungsstellen zu begleiten. Die Gefährderansprache selbst bietet insbesondere dem Polizeibeamten, der eine Gefährdungseinschätzung vornehmen muss, die Möglichkeit, weitere Informationen über den Täter (Gemütszustand, Motivation) zu gewinnen und weiteres Vorgehen strukturiert zu gestalten. Insbesondere ist das Opfer über die Gefährderansprache zu informieren.

#### Zivilrechtliche Sanktionen
Opfer von Nachstellungsangriffen können sich auch zivilrechtlich zur Wehr setzen. Sind die Angriffe geeignet, ihr Persönlichkeitsrecht zu verletzen, so kommen Unterlassungs-, Auskunfts- und Schadensersatzansprüche nach § 823, § 1004 BGB, Art. 1 und Art. 2 GG in Betracht. Je nach Intensität der Nachstellung gewähren die Gerichte auch erhebliche Schmerzensgeldbeträge.

#### Arbeitsrechtliche Sanktionen
Fühlt sich ein Mitarbeiter von einem Arbeitskollegen belästigt und äußert, dass weder dienstlich noch privat Kontakt erwünscht ist, so hat der Arbeitnehmer das zu respektieren. Handelt er oder sie weiter gegen den erklärten Willen des Arbeitskollegen, kann dieses Verhalten eine außerordentliche verhaltensbedingte Kündigung des Arbeitsverhältnisses rechtfertigen. Ob es zuvor einer Abmahnung bedarf, hängt von den Umständen des Einzelfalls ab.

#### Nachstellung durch Strafverfolgungsbehörden
Nach dem Strafrechtsprofessor Tobias Singelnstein kann auch unbefugtes und beharrliches Handeln von Amtsträgern im Bereich der Strafverfolgung den Tatbestand der Nachstellung erfüllen.

### Österreich
In Österreich ist seit dem 1. Juli 2006 Stalking durch die Einführung des Straftatbestandes der beharrlichen Verfolgung § 107a StGB strafbar. Der Strafrahmen beträgt bis zu einem Jahr Haft.
Um den Tatbestand der beharrlichen Verfolgung zu erfüllen, muss der Täter das Opfer in einer Weise verfolgen, die objektiv geeignet ist, dessen Lebensführung unzumutbar zu beeinträchtigen. Als Stalkinghandlungen zählt das Strafgesetzbuch die persönliche Kontaktaufnahme, die Kontaktaufnahme via Tele- oder sonstiger Kommunikationsmittel oder durch Dritte auf. Auch die Weitergabe von personenbezogenen Daten ist ein Vergehen iSd. § 107a StGB, wenn damit Waren oder Dienstleistungen im Namen des Opfers bestellt werden oder Dritte veranlasst werden, mit dem Opfer Kontakt aufzunehmen.
Erforderlich ist, dass zumindest eine der aufgezählten Handlungen eine längere Zeit hindurch fortgesetzt wird und die Handlung nach dem 1. Juli 2006 begangen wurde. Die Tatbestände des § 107a StGB sind Offizialdelikte, das heißt die Staatsanwaltschaft hat unabhängig von der Einwilligung des Opfers aktiv zu werden.
Zum Schutz vor weiteren Eingriffen in die Privatsphäre kann auf dem zivilrechtlichen Weg, auf Antrag des Opfers, dem Stalker per einstweiliger Verfügung durch das Gericht unter anderem untersagt werden, mit dem Opfer Kontakt aufzunehmen, es zu verfolgen, sich an bestimmten Orten aufzuhalten oder Waren für das Opfer zu bestellen. Diese Verfügung gilt maximal für ein Jahr und wird zum Teil durch die Polizei sowie durch Geld- bzw. Haftstrafen (Exekutionsantrag an das Bezirksgericht) vollzogen.

### Schweiz
Mit der Änderung des Strafgesetzbuches (StGB) vom 20. Juni 2025 haben die beiden Kammern (Nationalrat und Ständerat) des Schweizer Parlaments (Bundesversammlung) den Straftatbestand der Nachstellung als Art. 181b in das StGB aufgenommen: „Wer jemanden auf eine Weise beharrlich verfolgt, belästigt oder bedroht, die geeignet ist, seine Lebensgestaltungsfreiheit erheblich zu beschränken, wird, auf Antrag, mit Freiheitsstrafe bis zu drei Jahren oder Geldstrafe bestraft.“ Der Bundesrat wird in naher Zukunft die Gesetzesänderung in Kraft setzen.
Diese Regelung wurde in beiden Räten mit klaren Mehrheiten angenommen; dagegen stimmte eine große Mehrheit der Fraktion der Schweizerischen Volkspartei (SVP) und einzelne weitere Abgeordnete. In der Detailberatung war insbesondere umstritten, ob Stalking in Paarbeziehungen von Amtes wegen verfolgt werden soll, wofür sich eine Mehrheit des Nationalrates einsetzte. In Fällen häuslicher Gewalt sei einfache Körperverletzung ein Offizialdelikt. Dasselbe solle auch beim Stalking gelten, denn Opfer würden von ihrem Peiniger häufig unter Druck gesetzt, keine Strafanzeige einzureichen. In der Differenzbereinigung setzte sich aber der Ständerat durch, der Stalking als Antragsdelikt definierte. Die Mehrheit des Ständerats argumentierte wie der Bundesrat, dass bei Stalking in Paarbeziehungen kein Verfahren gegen den Willen des Opfers eingeleitet werden solle. Ein Verfahren führe auch dazu, dass sich Opfer und Täter wieder begegnen müssten. Dies könne belastend sein.
Bereits vor Einführung des neuen Straftatbestands bestanden andere zivilrechtliche und strafrechtliche Möglichkeiten, um gegen Stalking vorzugehen. Bereits mit der Änderung vom 16. Dezember 1983 des Zivilgesetzbuches (ZGB) wurde eine allgemein gehaltene Regel zum Schutz gegen widerrechtliche Persönlichkeitsverletzung geschaffen, wonach eine klagende Person dem Gericht beantragen kann, eine „drohende Verletzung zu verbieten“ oder eine „bestehende Verletzung zu beseitigen“ (Art. 28a ZGB).
Diese Regelung wurde durch die Änderung des ZGB vom 23. Juni 2006 konkretisiert und verschärft. Danach kann eine klagende Person zum Schutz gegen Gewalt, Drohungen und Nachstellungen dem Gericht Fernhaltemaßnahmen beantragen, z. B. die befristete Ausweisung der verletzenden Person aus der gemeinsamen Wohnung (Art. 28b ZGB). Die Missachtung einer entsprechenden Verfügung ist ein Straftatbestand (Art. 292 StGB). Zudem kann das Gericht gemäß einer weiteren Änderung des ZGB vom 14. Dezember 2018 auf Antrag der klagenden Person „die Verwendung einer elektronischen Vorrichtung anordnen, die mit der verletzenden Person fest verbunden ist und mit der ihr Aufenthaltsort fortlaufend ermittelt und aufgezeichnet werden kann“ (elektronische Fußfessel, Art. 28c ZGB).
Gemäß der bundesgerichtlichen Rechtsprechung können zudem Einzelhandlungen, die für sich genommen nicht strafbar sind, als Nötigung (Art. 181 StGB) bestraft werden, wenn sie in ihrer Gesamtheit eine genügende Intensität erreichen.

## Rezeption
Spielfilm
- Sadistico – Wunschkonzert für einen Toten, USA 1970
- Eine verhängnisvolle Affäre, USA 1987
- Der Feind in meinem Bett, USA 1991
- Fatale Begierde, USA/J 1992
- Der Fan, USA 1996
- Wahnsinnig verliebt, F 2002
- Caché, F/A/D/I 2005
- Obsessed, USA 2009
- Eine verhängnisvolle Nacht, D 2013
- Fado, D 2016
- Unsane – Ausgeliefert, USA 2018
- Dein Leben gehört mir, D 2019

Hörspiel
- Wer sich umdreht oder lacht …, Vorlage: John von Düffel, Regie: Christiane Ohaus, Episode 42 des Radio-Tatorts, Radio Bremen 2011.

Serien
- You – Du wirst mich lieben
- Rentierbaby

## Lieder
- Under Attack, ABBA
- Ich kann dich sehen, David Asphalt
- One way or another, Blondie
- I’m gonna make you mine, Lou Christie
- Stalker, Chrom
- Jeanny, Falco
- Ich lass dich nicht los, Fettes Brot
- Marliese, Fischer-Z
- Turn it on, Franz Ferdinand
- Fanatisch, Herbert Grönemeyer
- Stalker, In Extremo
- Ich beobachte Dich, Jessica
- Du gehörst mir, Koljah
- Paparazzi, Lady Gaga
- Modern Stalking, Marsimoto
- Leave me alone, Pain
- Every Breath You Take, The Police
- 10 000 Fotos, Harald Pons
- Zu grau, Prinz Pi
- Vermillion, Slipknot
- Alles aus Liebe, Die Toten Hosen

### Sachbücher, Aufsätze
- G. Bruns, F. Winter: Stalking – zwischen Liebeswahn und Strafrecht. Psychosozial-Verlag, Gießen 2014, ISBN 978-3-8379-2393-3.
- R. MacKenzie, T. McEwan, M. Pathé, D. James, J. Ogloff, P. Mullen: Stalking. Ein Leitfaden zur Risikobewertung von Stalkern – das „Stalking Risk Profile“. Deutsche Übersetzung und Einführung in die für Deutschland spezifischen Aspekte von H. Dreßing, M. Bumb und K. Whittaker. Kohlhammer Verlag, 2015, ISBN 978-3-17-023063-7.
- G. Bruns, F. Winter: psychosozial 121: Stalking zwischen Psychoanalyse und Strafrecht. 33.Jg. Heft III, ISSN 0171-3434.
- Julia Bettermann: Falsche Stalking-Opfer? Das Falsche-Opfer-Syndrom in Fällen von Stalking. Verlag für Polizeiwissenschaft, 2005, ISBN 978-3-935979-62-7 (Rezensiert von Sönke Gerhold. In: Neue Kriminalpolitik. 2006, S. 117–119).
- Julia Bettermann, Moetje Feenders: Stalking, Möglichkeiten und Grenzen der Intervention. Verlag für Polizeiwissenschaft, 2004, ISBN 3-935979-36-3 (Rezensiert von Sönke Gerhold in: Neue Kriminalpolitik, 2006, S. 117–119).
- Sebastian Buß: Der Weg zu einem deutschen Stalkingstraftatbestand – § 238 StGB. Verlag Dr. Kovac, Hamburg 2008, ISBN 978-3-8300-4008-8.
- Petra Drawe, Heike Oetken: Stalking. Eine Herausforderung für die Sozialarbeit. Lang, Frankfurt am Main 2005, ISBN 3-631-53900-2.
- Harald Dreßing, Peter Gass: Stalking! Verlag Hans Huber, 2005, ISBN 3-456-84196-5.
- Jörg Eisele: Der Gesetzentwurf der Bundesregierung zur effektiveren Bekämpfung von Nachstellungen und bessere Erfassung des Cyberstalkings. In: KriPoZ. Band 2021, Nr. 3 ().
- Sandra Fiebig: Stalking. Hintergründe und Interventionsmöglichkeiten. Tectum Verlag, 2005, ISBN 3-8288-8876-3.
- Peter Fiedler: Stalking. Opfer, Täter, Prävention, Behandlung. Beltz Psychologie Verlags Union, 2006, ISBN 3-621-27588-6.
- Nikolaos Gazeas: Der Stalking-Straftatbestand – § 238 StGB (Nachstellung). In: Juristische Rundschau (JR). Jg. 2007, H. 12, S. 497–505.
- Sönke Gerhold: Der neue Stalking-Tatbestand; ein erster Überblick. In: Neue Kriminalpolitik. 2007, S. 2–4. JSTOR:43263304
- Sönke Gerhold: Das System des Opferschutzes im Bereich des Cyber- und Internetstalking – Rechtliche Reaktionsmöglichkeiten der Betroffenen. Nomos, Baden-Baden 2010, ISBN 978-3-8329-5341-6.
- Aurelia Gurt: Stalking. Eine Analyse der gegenwärtigen Gesetzeslage und die Frage nach einem Revisionsbedarf im Schweizer Recht (= Zürcher Studien zum Strafrecht. Band 110). Schulthess, Zürich 2020, ISBN 978-3-7255-8232-7.
- Joachim Herrmann: Die Entwicklung des Opferschutzes im deutschen Strafrecht und Strafprozessrecht. In: Zeitschrift für Internationale Strafrechtsdogmatik (ZIS) 2010, 430 (PDF-Datei; 141 kB).
- Jens Hoffmann, Hans-Georg W. Voss (Hrsg.): Psychologie des Stalking. Verlag für Polizeiwissenschaft, Frankfurt am Main 2005, ISBN 3-935979-54-1.
- Jens Hoffmann: Stalking. Springer Medizin Verlag, Heidelberg 2006, ISBN 3-540-25457-9.
- Rasso Knoller: Stalking. Wenn Liebe zum Wahn wird. Schwarzkopf & Schwarzkopf, Berlin 2005, ISBN 3-89602-675-5.
- Wolf Ortiz-Müller (Hrsg.): Stalking – Das Praxishandbuch. Opferhilfe, Täterintervention, Strafverfolgung. Kohlhammer Verlag, 2017, ISBN 978-3-17-030279-2.
- Volkmar von Pechstaedt: Rechtsschutz gegen Stalking: Rechtliche Grundlagen und Probleme. Hainholz Verlag, Göttingen 2004, ISBN 3-932622-97-9.
- Stephan Rusch. Stalking in Deutschland – Ein Handbuch für alle Praxisbereiche. Hainholz, Göttingen 2005, ISBN 3-932622-81-2.
- Stephan Rusch. „Stalking“ – Leitlinien für die Aus- und Fortbildung in allen Praxisbereichen. NR-Verlag, Bremen 2007, ISBN 3-939564-02-8.
- Susanne Schumacher: Stalking. Geliebt, verfolgt, gehetzt. Hainholz, 2004, ISBN 3-932622-89-8.
- Andreas Seling: § 107a StGB. Eine Strafvorschrift gegen Stalking. Zugleich: Salzburg, Univ., Diplomarbeit, 2006. NWV, Neuer Wissenschafts-Verlag, Wien/Graz 2006, ISBN 978-3-7083-0416-8 (= Neue juristische Monografien; Band 36).
- Stefan Stieger; Christoph Burger, Anne Schild: Lifetime prevalence and impact of stalking: Epidemiological data from Eastern Austria. In: European Journal of Psychiatry. Vol. 22, Nr. 4. Zaragoza (ES) 2008, ISSN 0213-6163, S. 235–241 (PDF).
- Sascha Vander: Stalking – Aktuelle Entwicklungen und Tendenzen zur Schaffung eines speziellen Straftatbestandes. In: Kritische Vierteljahresschrift für Gesetzgebung und Rechtswissenschaft (KritV). 89. Jg., 2006, ISSN 0179-2830, S. 81–99.
- Orlando Vanoli: Stalking – Ein «neues» Phänomen und dessen strafrechtliche Erfassung in Kalifornien und in der Schweiz. Schulthess Juristische Medien, Zürich 2009, ISBN 978-3-7255-5814-8.
- Hans-Georg W. Voß, Jens Hoffmann, Isabel Wondrak: Stalking in Deutschland aus Sicht der Betroffenen und Verfolger. Hrsg.: Weißer Ring – Gemeinnütziger Verein zur Unterstützung von Kriminalitätsopfern und zur Verhütung von Straftaten e. V. Nomos, Baden-Baden 2006, ISBN 3-8329-1752-7 (= Mainzer Schriften zur Situation von Kriminalitätsopfern; Band 40).
- Bernhard Weiner, Ute Ingrid Haas: Opferrechte bei Stalking, Gewalt- und Sexualverbrechen – Rechte wahrnehmen, Hilfe finden. dtv, 2009, ISBN 978-3-423-50664-9.
- Andrea Weiß, Heidi Winterer: Stalking und häusliche Gewalt. 2. Auflage. Lambertus-Verlag, 2008, ISBN 3-7841-1778-3 (Rezensiert von Sönke Gerhold in: Neue Kriminalpolitik, 2009, S. 36–40).
- Jan Wendt: Die Privilegien der Medien und der Straftatbestand gegen Stalking. Verlag Dr. Kovac, Hamburg 2010, ISBN 978-3-8300-5088-9.
- Finn Zwißler: Gewaltschutzgesetz. So wehren Sie sich erfolgreich gegen Nötigung, Stalking und Mobbing. Walhalla-Fachverlag, Regensburg/Berlin 2006, ISBN 3-8029-3793-7.

### Romane und Erzählungen
- John Galsworthy: In Fesseln (2. Roman der Forsyte-Saga). rororo, Hamburg 1954.
- Stefan Zweig: Brief einer Unbekannten. S. Fischer, Frankfurt am Main 2006, ISBN 978-3-596-13024-5.
  - Hörbuch: Gelesen von Leslie Malton und Felix von Manteuffel. Hörbuch Hamburg 2009.
- Ian McEwan: Liebeswahn. Diogenes, Zürich 1998, ISBN 978-3-89614-087-6.
- Hilary Norman: Gefährliche Nähe. Lübbe, 1999.
- Annemarie Schoenle: Du gehörst mir. Droemer-Knaur, 2004, ISBN 3-426-19622-0.
- Christine Fehér: Jeder Schritt von dir. Patmos Verlag, 2006, ISBN 3-7941-7053-9.
- John Katzenbach: Das Opfer. Droemer, 2007.
- Isabelle Ammann: Stalking – wenn Liebe zum Alptraum wird. Kreuz, 2008, ISBN 978-3-7831-3073-7.
- Monika Feth: Der Schattengänger. cbt/cbj, München 2009, ISBN 978-3-570-30393-1.
- Anonym: Stalker – Besessenheit der Liebe oder Die reale Welt des Dichters. Schilling & Kappelar, 2011, ISBN 978-3-9813529-1-7.
- Jason Starr: Stalking. Diogenes, Zürich 2009, ISBN 978-3-257-86185-3.
- Mary Scherpe: An jedem einzelnen Tag: Mein Leben mit einem Stalker. Lübbe, 2014, ISBN 978-3-404-60829-4.
- Dirk Kurbjuweit: Angst. Roman. Rowohlt, Berlin 2013, ISBN 978-3-87134-729-0.